# Erwin Wohlfahrt
Erwin Wohlfahrt (* 13. Januar 1932 in Nürnberg; † 28. November 1968 in Hamburg) war ein deutscher Opernsänger (Tenorbuffo/Charaktertenor). Er war zuletzt an der Hamburgischen Staatsoper fest engagiert.  1967 wurde er vom  Senat der Freien und Hansestadt Hamburg zum Kammersänger ernannt.

## Leben

Autogramm Wohlfahrts als Albert Herring an der Hamburgischen Staatsoper, 1966

Wohlfahrt wollte zunächst Dirigent werden, sattelte aber während des Studiums am Nürnberger Konservatorium um und studierte bei Willi Domgraf-Fassbaender Gesang. Sein erstes Engagement führte ihn im Alter von 22 Jahren nach Aachen. Danach sang er an der Komischen Oper Berlin unter Walter Felsenstein den Albert Herring, den Monostatos in der Zauberflöte und den Pedrillo in der Entführung aus dem Serail.  Anschließend ging er an das Kölner Opernhaus und von dort aus an die Hamburgische Staatsoper, wo er ein festes Ensemblemitglied wurde, in verschiedenen Uraufführungen mitwirkte und zum Kammersänger ernannt wurde.

Wohlfahrts Grabstätte auf dem Ohlsdorfer Friedhof in Hamburg

In Wieland Wagners Kölner Inszenierung des Ringes des Nibelungen aus dem Jahr 1963 sang er erstmals den Mime, der seitdem zu einer seiner Paraderollen wurde.
Seit 1963 trat Erwin Wohlfahrt auch bei den Bayreuther Festspielen auf, wo er in Wieland Wagners Neuinszenierung der Meistersinger als David debütierte. In Wieland Wagners Bayreuther Neuinszenierung vom Ring des Nibelungen aus dem Jahr 1965 sang er bis 1967 im Rheingold und Siegfried den Mime. Bei den Salzburger Osterfestspielen 1968 unter der Leitung von Herbert von Karajan trat er zum letzten Mal als Mime auf.
Kurz darauf musste er wegen einer Viruserkrankung alle Verpflichtungen absagen, darunter auch sein erstes Engagement an der New Yorker Metropolitan Opera, das im November 1968 geplant war. Er starb am 28. November 1968 im Alter von 36 Jahren nach langer Krankheit an einem „unbekannten“ Virus. Beigesetzt wurde er auf dem Friedhof Ohlsdorf in Hamburg. Die Grabstätte liegt im Planquadrat Bk 69 südöstlich von Kapelle 13. 
Wohlfahrt überzeugte auf der Bühne vor allem durch seine Darstellung des Mime und des Albert Herring.

## Diskografie (Auswahl)
- Richard Wagner, Das Rheingold, Mime, Bayreuther Festspielorchester unter Karl Böhm (1966)
- Richard Wagner, Das Rheingold, Mime, Berliner Philharmoniker unter Herbert von Karajan (1966)
- Richard Wagner, Siegfried, Mime, Bayreuther Festspielorchester unter Karl Böhm (1966)
- Ludwig van Beethoven, Fidelio, Jaquino, Philharmonisches Staatsorchester Hamburg unter Leopold Ludwig, Regie: Joachim Hess, (DVD, 1968)